# NGC 6150
NGC 6150 ist eine Galaxie vom Hubble-Typ E? im Sternbild Herkules am Nordsternhimmel. Sie ist schätzungsweise 397 Millionen Lichtjahre von der Milchstraße entfernt und hat einen Durchmesser von etwa 150.000 Lichtjahren. Gemeinsam mit PGC 58100 bildet sie das Galaxienpaar Holm 748.
Im selben Himmelsareal befinden sich u. a. die Galaxien NGC 6145, NGC 6146, NGC 6147, NGC 6160.
Das Objekt wurde am 18. März 1787 von Wilhelm Herschel entdeckt.